# ۱۳۵۹ (خورشیدی)
سال ۱۳۵۹ هجری خورشیدی، سالی عادی است.

## رویدادها
- پایان گردآوری لغت‌نامه دهخدا.
- چاپ ویرایش کتاب به کی سلام کنم؟ نوشتهٔ سیمین دانشور.
- ۱ خرداد - آغاز تحریم اقتصادی ایران به دست ایالات متحده آمریکا.
- ۷ خرداد - تشکیلِ اولین دوره مجلس شورای اسلامی.
- ۲۳ خرداد - صدور فرمانِ تشکیل ستاد انقلاب فرهنگی از سوی سید روح‌الله خمینی.
- ۱۸ تیر - کودتای نوژه.
- ۵ مرداد - درگذشت محمدرضاشاه پهلوی در قاهره.
- ۷ مرداد - ازدواج چارلز سوم و دایانا، شاهدخت ولز در کلیسای وست‌مینستر.
- ۱۹ مرداد - معرفی محمدعلی رجایی به‌عنوان نخست‌وزیر به مجلس.
- ۳۱ شهریور - حملهٔ عراق به ایران و آغاز جنگ ایران و عراق.
- ۱ مهر - عملیات کمان ۹۹ بزرگ‌ترین عملیات تاریخ نیروی هوایی ایران و عملیاتی موفق بود و باعث برتری هوایی ارتش ایران در ماه‌های آغازین جنگ شد.[۱][۲]
- ۵ مهر - تصویب تشکیل ستاد بسیج اقتصادی و آغاز سهمیه‌بندی کالاهای اساسی.
- ۲۴ مهر - ارتش عراق بر دهلاویه چیره‌شد.
- ۷ آذر - سالروز آغاز عملیات مروارید در جنگ ایران و عراق، که منجر به فلج گشتن نیروی دریایی عراق، و منهدم‌سازی کامل در پایانه عظیم نفتی البکر و الامیه، واقع در مصب اروندرود شد؛ این روز در ایران، روز نیروی دریایی نام گرفته است.
- ۳۰ دی - آزادی آخرین گروگانهای آمریکایی و پایان بحران گروگانگیری.

## زادروزها
- ۱۲ فروردین - نیما نهاوندیان، مجری تلویزیونی
- ۲۰ فروردین - محسن بیاتی‌نیا، بازیکن سابق و مربی فوتبال
- ۱۰ تیر - محمود محمدی، کشتی‌گیر
- ۱۸ تیر - نیوشا ضیغمی، بازیگر
- ۸ مرداد - رحمان احمدی، فوتبالیست
- ۵ شهریور - مهرداد بذرپاش، سیاستمدار
- ۶ شهریور - مهدی کریمیان، فوتبالیست
- ۱۷ شهریور - عباس جمشیدی‌فر، بازیگر
- ۱۹ شهریور - بابک حمیدیان، بازیگر
- ۱۹ شهریور - شاهین نجفی، خواننده
- ۱۵ مهر - جواد نکونام، بازیکن سابق و مربی فوتبال
- ۲۲ مهر - آزیتا ترکاشوند، بازیگر
- ۲۷ مهر - محمد محبیان، خواننده
- ۱۴ آبان - شیلا خداداد، بازیگر

## درگذشتگان
- ۲۵ فروردین - اسماعیل مهرتاش، موسیقی‌دان (زادهٔ ۱۲۸۳)
- ۱ اردیبهشت - سهراب سپهری، نویسنده، نقاش، پژوهشگر و شاعر (زادهٔ ۱۳۰۷)
- ۱۸ اردیبهشت - فرخ‌رو پارسا، سیاستمدار (زادهٔ ۱۳۰۱)
- ۲۸ خرداد - حسن مشحون، نویسنده و موسیقی‌دان (زادهٔ ۱۲۸۵)
- ۲۸ تیر - جلال‌الدین همایی، شاعر، ادیب و ریاضی‌دان (زادهٔ ۱۲۷۸)
- ۲ مرداد - تقی شهرام، فعال انقلابی مارکسیسم–لنینیسم، رهبر سازمان پیکار ایران (زادهٔ ۱۳۲۶)
- ۵ مرداد - محمدرضاشاه پهلوی، دومین شاه پهلوی و واپسین پادشاه ایران (زادهٔ ۱۲۹۸)[۳]
- ۱۷ مرداد - آرمان هوسپیان، بازیگر و کارگردان (زادهٔ ۱۲۹۹)
- ۳ شهریور - علی‌اصغر حکمت، مترجم، نویسنده و سیاستمدار (زادهٔ ۱۲۷۲)
- ۲ آبان - ابوالفضل مهدیار، سرگرد خلبان اف-۴ فانتوم ۲ نیروی هوایی ارتش جمهوری اسلامی ایران (زادهٔ ۱۳۲۷)[۴][۵]
- ۱۷ آبان - غفور جدی اردبیلی، خلبان نظامی (زادهٔ ۱۳۲۵)
- ۱۵ آذر - احمد کشوری، خلبان (زادهٔ ۱۳۳۲)
- ۲۸ آذر - نصرالله انتظام، سیاستمدار (زادهٔ ۱۲۷۹)
- ۲۰ دی - عبدالله دوامی، موسیقی‌دان، خواننده و آهنگساز (زادهٔ ۱۲۷۰)